# Oskyldiga drag
Oskyldiga drag (eng. Searching for Bobby Fischer) är en amerikansk långfilm från 1993 i regi av Steven Zaillian, med Max Pomeranc, Joe Mantegna, Joan Allen och Ben Kingsley i rollerna. Filmen blev Oscars-nominerad för bästa foto.

## Handling
Josh Waitzkins (Max Pomeranc) föräldrar inser att deras son har en fantastisk förmåga att spela schack. De anlitar en strikt lärare (Ben Kingsley) som försöker lära pojken att spela lika aggressivt som Bobby Fischer gjorde.

## Rollista
| Max Pomeranc       | – Josh Waitzkin         |
| Joe Mantegna       | – Fred Waitzkin         |
| Joan Allen         | – Bonnie Waitzkin       |
| Ben Kingsley       | – Bruce Pandolfini      |
| Laurence Fishburne | – Vinnie                |
| Michael Nirenberg  | – Jonathan Poe          |
| Robert Stephens    | – Poes lärare           |
| David Paymer       | – Kalev                 |
| Hal Scardino       | – Morgan                |
| Vasek Simek        | – Rysk spelare i parken |
| William H. Macy    | – Tonfisk-pappan        |
| Dan Hedaya         | – Turneringsledare      |
| Laura Linney       | – Joshs lärare          |

## Utmärkelser

### Nomineringar
- Oscar: Bästa foto (Conrad L. Hall)